# تشارلز كوشران كيركباتريك
تشارلز كوشران كيركباتريك (بالإنجليزية: Charles Cochran Kirkpatrick)‏ هو ضابط أمريكي، ولد في 20 يونيو 1907 في سان أنجيلو في الولايات المتحدة، وتوفي في 12 مارس 1988 في كيرفيل في الولايات المتحدة.